# Salganea conica
Salganea conica är en kackerlacksart som först beskrevs av Walker, F. 1868.  Salganea conica ingår i släktet Salganea och familjen jättekackerlackor. Inga underarter finns listade i Catalogue of Life.